# Sofija Nalepinska
Sofija Oleksandrivna Nalepinska, provdaná Bojčuková (ukrajinsky: Софія Олександрівна Налепинська-Бойчук; 30. července 1884 Lodž – 11. prosince 1937 Kyjev) byla polsko-ukrajinská výtvarnice. Proslavila se svými dřevoryty, zejména pro knižní ilustrace. Stala se obětí stalinských represí, lze ji řadit k tzv. popravenému obrození.

## Život
Její otec byl železniční inženýr a matka klavíristka. V roce 1890 byl její otec přeložen do Petrohradu a ona zde dostala první umělecké lekce od polského malíře Jana Ciąglińského. Později navštěvovala soukromé hodiny v Mnichově u maďarského malíře Simona Hollósyho. Studia dokončila v roce 1909 v Paříži na Académie Ranson, kde spolupracovala s Félixem Vallottonem a Mauricem Denisem. Tam se také setkala s ukrajinským malířem Michajlem Bojčukem. Zůstali spolu již trvale v kontaktu a roku 1917 se v Kyjevě stali manželi. Naučila se díky němu ukrajinsky a rychle se asimilovala do ukrajinské kultury. V roce 1918 se jim narodil syn. Během ukrajinské války za nezávislost vytvářila návrhy papírových peněz a vládních cenných papírů, ale nikdy nepřišly do oběhu. V letech 1919 až 1922 pracovala na umělecké škole v Mirgorodu, poté se stala vedoucí xylografické dílny na Kyjevském institutu výtvarných umění (po roce 1924 Kyjevský umělecký institut, nyní Národní akademie výtvarných umění a architektury). Působila tam až do roku 1929. V roce 1936 byla v rámci Velké čistky spolu se svým manželem zatčena na základě obvinění ze špionáže a kontrarevolučních aktivit. Následující rok byli oba krátce po sobě popraveni zastřelením. V roce 1988 byla rehabilitována. V roce 1996 bylo její jméno mezi čtyřiceti vyrytými na Památníku potlačovaných umělců na Národní akademii.